# Ратомка (деревня)
Ра́томка (бел. Ра́тамка) — упразднённая деревня в Минском районе Минской области Республики Беларусь. В составе Ждановичского сельсовета, в 5 км на запад от Минска, на р. Ратомка (впадает в Заславское водохранилище).

## История

### Происхождение названия
Согласно исследованиям В. А. Жучкевича, название реки, на которой располагалась деревня, являлось вторичным по отношению к последней. Жучкевич полагает, что начальной формой было «Радомское», «Радомля»: от радеть — «заботиться», или бел. ратаваць — «спасать».
Существует версия, согласно которой в старину река носила другое название; деревня же получила своё имя в честь владельцев — графов Ратомских, выходцев из православных бояр Менского (то есть Минского) повета Виленского воеводства Великого княжества Литовского, фамилия которых, в свою очередь, имеет общий корень со словом рада и происходит от нем. Rat — «совет».

### В составе ВКЛ и Речи Посполитой
В 1567 году Ратом — село, центр имения, собственность Епимаховой, Ратомского, Тиши в Минском воеводстве ВКЛ.
В 1582 году — собственность Станкевича и др.
В 1597 году — собственность бояр Ратомских.
В 1667 году — имение, 7 дымов, корчма, дворянская усадьба, собственность Ваньковичей, в Королищевичском приходе (белор. Каралішчавіцкая парафія). Под этим же годом отмечена как деревня Заславского прихода, двор, 15 дымов, корчма, собственность Нарабовского, а также как деревня имения Птич.

### В составе Российской империи
После Второго раздела Речи Посполитой (1793) — в составе Российской империи.
В 1800, 1815 годах — 10 дворов, 69 жителей, водяная мельница, собственность шляхтича Пшездецкого, в Минском уезде.
В 1858 году — деревня, 20 жителей муж. пола и фольварк, собственность Головиной.
В 1870 году деревня — центр сельской громады (общины).
В 1878 году — в имении создан смоляной завод.
В 1897 году в деревне — 13 дворов, 78 жителей; в имении — 17 жителей, водяная мельница; в посёлке — 21 двор, 79 жителей, корчма, рядом с посёлком ж/д станция (с 1873 года) — 34 жителя и 6 урочищ — 8 дворов, 46 жителей; в Заславской волости Минского уезда.

### После 1917
В 1917 году в деревне — 19 дворов, 123 жителя, в застенке 10 дворов, 61 житель, в посёлке — 112 дворов, 2195 жителей, на ж/д станции — 25 жителей, на хуторе — 10 дворов, 58 жителей, в имении 23 жителя, на хуторе Ратомка (он же Сопридовщина) — 5 дворов, 32 жителя.
С февраля по декабрь 1918 года оккупирована войсками кайзеровской Германии. С июля 1919 по июль 1920 года, а также в середине октября 1920 года — войсками Польши.
С 1919 года — в составе БССР. В 1923 году создан колхоз, работала кузница, столярная и шорная мастерская. С 20 августа 1924 года деревня в составе Ратомского сельсовета Заславского района Минской округи (до 26 июля 1930 года). В 1926 году в деревне — 91 двор, 420 жителей, в имении — 5 дворов, 33 жителя, мельница, кузница, портновская мастерская.
С 18 января 1930 года — в черте города Минск, с 26 мая 1935 года — в Минском районе, с 20 февраля 1938 года — в Минской области. В 1941 году в деревне было 38 дворов, 178 жителей.
В период Великой Отечественной войны с конца июня 1941 до начала июля 1944 года оккупирована немецко-фашистскими войсками, которые сожгли 1 двор.
С 20 января 1960 года — в составе Ждановичского сельсовета.

### В настоящее время
В 1997 году было 26 хозяйств, 77 жителей, в Ждановичском тепличном комбинате (центр — д. Кунцевщина). В 2010 году было 38 хозяйств, 167 жителей. 
В 2009 году деревня Ратомка упразднена, территория включена в состав посёлка Ратомка.

## В литературе
- В Ратомке и на расположенной поблизости железнодорожной станции происходит основное действие рассказа Р. Л. Антропова (Романа Доброго) «Тьма Египетская» из цикла «Гений русского сыска И. Д. Путилин», написанного в 1908 году, в котором, между прочим, сообщается, что Ратомка находилась тогда в 16 верстах от Минска. При этом известно, что станция Ратомка основана в 1873 году, а сам И. Д. Путилин в 1889 году вышел в отставку.